# مارکوس واینزیرل
مارکوس واینزیرل (آلمانی: Markus Weinzierl؛ زادهٔ ۲۸ دسامبر ۱۹۷۴) بازیکن سابق و مربی فوتبال اهل آلمان است.
از باشگاه‌هایی که در آن بازی کرده‌است می‌توان به باشگاه فوتبال بایرن مونیخ ۲، و باشگاه فوتبال بایرن مونیخ اشاره کرد.